# Viola Reggio Calabria 1973-1974
Questa voce raccoglie le informazioni riguardanti la Cestistica Piero Viola nelle competizioni ufficiali della stagione 1973-1974.

## Roster
Rosa della Viola Reggio Calabria per la stagione 1973-1974 che ha disputato il campionato di Serie C (terzo livello dei campionati dell'epoca, dopo Serie A e B).
| Nome               | Nazionalità       |
| ------------------ | ----------------- |
| Ivan Mazzagatti    | Italia (bandiera) |
| Giuseppe Saccà     | Italia (bandiera) |
| Nicola Saccà       | Italia (bandiera) |
| Vincenzo Putortì   | Italia (bandiera) |
| Filippo Del Nostro | Italia (bandiera) |
| Carlo Joppolo      | Italia (bandiera) |
| Pietro Modafferi   | Italia (bandiera) |
| Domenico Melara    | Italia (bandiera) |
| Peppe Melito       | Italia (bandiera) |
| Enzo Porchi        | Italia (bandiera) |
| P. Melissari       | Italia (bandiera) |
| Biacca             | Italia (bandiera) |
| G. Melissari       | Italia (bandiera) |
| Giuseppe Miceli    | Italia (bandiera) |
| All: Carmelo Fotia | Italia (bandiera) |

## Risultati

### Serie C
La Cestistica Piero Viola verrà inserita nel girone F concludendo la stagione al 2ºposto del suo raggruppamento ottenendo 18 vittorie e 4 sconfitte e una differenza canestri di +157 